# Заргари, Авиэль
Авиэль Йосеф Заргари (ивр. אביאל יוסף זרגרי‎; родился 11 декабря 2002, Иерусалим) — израильский футболист, полузащитник клуба «Маккаби» (Хайфа). На правах аренды выступает за клуб «Маккаби» (Петах-Тиква). Выступал за сборную Израиля.

## Клубная карьера
Заргари родился в Иерусалиме в семье сефардов. Футбольную карьеру начал в академии местного клуба «Бейтар (Иерусалим)». 22 декабря 2019 года дебютировал в основном составе «Бейтара» в матче Кубка Израиля против клуба «Хапоэль (Ришон-ле-Цион)». 8 июня 2020 года дебютировал в Премьер-лиге Израиля в матче против клуба «Маккаби (Тель-Авив)».

## Карьера в сборной
Выступал за юношеские сборные Израиля. 5 июня 2021 года дебютировал за главную сборную Израиля в товарищеском матче против сборной Черногории.